# Ilha Young
A Ilha  Young é a ilha mais a norte e mais a ocidente das três ilhas principais no desabitado grupo das ilhas Balleny localizado no Oceano Antártico. Se situa a 8 km (5 mi) ao noroeste da ilha de Buckle, cerca de 115 km a norte-nordeste do cabo Belousov no continente antártico.
A ilha é aproximadamente semi-oval na forma, com uma costa leste extensa e estreita e uma costa oeste curvada se reunindo em cabo Scoresby no sul e no cabo Ellsworth ao norte.
A distância entre estes dois cabos é de 11 km (6,8 mi) e a parte mais ampla da ilha tem 3,5 km (2,2 mi) de um lado a outro. A ilha é vulcânica, com fumarolas ativas e uma altura de 1.340 m (4.400 pés). Está inteiramente coberta de neve.
Várias pequenas ilhas se situam no canal separando o cabo Scoresby da ilha de Buckle, a maior das quais é a Ilha de Borradaile. Várias pilhas de rocha se situam fora da ponta norte da ilha. Estas são conhecidas como as ilhotas Foca.
A ilha forma parte da Dependência de Ross, reivindicada pela Nova Zelândia (ver Revindicações territoriais da Antártida).